# Jean-Louis Guez de Balzac
Jean-Louis Guez de Balzac (Angoulême, 31 mei 1597 – aldaar,  8 februari 1654) was een Franse schrijver. In 1634 trad hij toe tot de Académie française.

## Verblijf in Holland

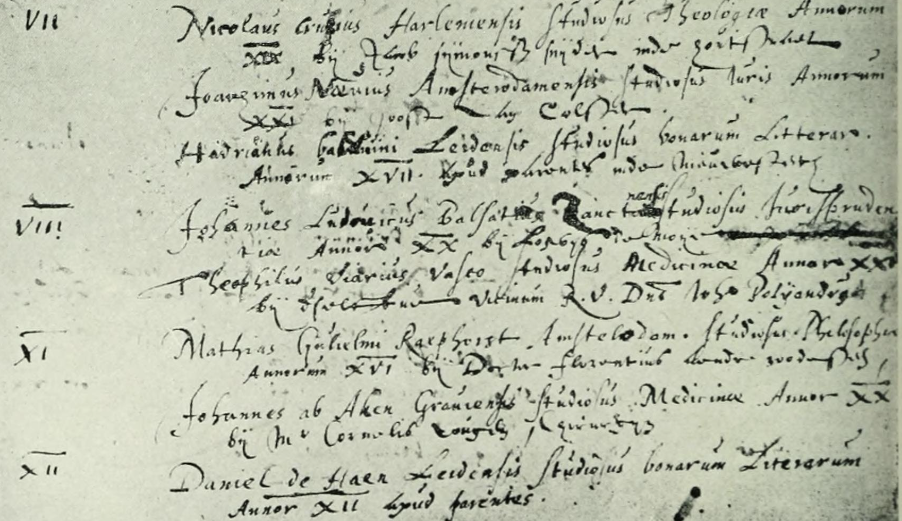
Pagina uit het inschrijvingsregister van de Universiteit Leiden op 8 mei 1615. Bij VIII de namen van Balzac en De Viau.

Balzac verbleef samen met zijn vriend Théophile de Viau enige tijd in Holland. Hij liet zich op 8 mei 1615 onder de naam Johannes-Ludovicus Balsatius inschrijven als student rechten aan de Universiteit Leiden.
In Nederland schreef hij zijn eerste politieke essay, enkele decennia later gepubliceerd: Discours politique sur l’Estat des Provinces-Unies, waarin hij openlijk kritiek leverde op het Spaanse beleid in Nederland.
- Biblioteca Nacional de España: XX1384439
- Bibliothèque nationale de France: cb11890042g (data)
- Catàleg d'autoritats de noms i títols de Catalunya: 981058521679806706
- Gemeinsame Normdatei: 118656953
- International Standard Name Identifier: 0000 0001 1444 3046
- Library of Congress Control Number: n50019970
- Nationale Bibliotheek van Letland: 000292847
- Nationale Bibliotheek van Tsjechië: ola2001100145
- Nationale bibliotheek van Australië: 35188470
- Nationale Bibliotheek van Israël: 987007257992605171
- Nederlandse Thesaurus van Auteursnamen: 069332843
- Istituto Centrale per il Catalogo Unico: SBLV078092
- LIBRIS: 176690
- SNAC: w64x9bzg
- Système universitaire de documentation: 026703068
- Trove: 857523
- Virtual International Authority File: 54143917
- WorldCat: E39PBJgH7QKx493FbG6xGVkhpP